# قصبه اویتوغراق
قصبه اویتوغراق (به اویغوری: ئويتوغراق يېزىسى)(به چینی: 奥依托格拉克乡، به پین‌یین: Àoyītuōgélākè Xiāng) یک قصبه در چین است که در شهرستان کرییه، ولایت ختن، منطقه سین‌کیانگ واقع شده‌است. قصبه اویتوغراق ۳٬۶۳۹ کیلومتر مربع مساحت و ۱۸٬۲۷۱ نفر جمعیت دارد.